# Idiarthron major
Idiarthron major är en insektsart som beskrevs av Morgan Hebard 1927. Idiarthron major ingår i släktet Idiarthron och familjen vårtbitare. Inga underarter finns listade i Catalogue of Life.